# Elezioni generali in Serbia del 1989
Le elezioni generali in Serbia del 1989 si tennero il 12 novembre. La Serbia, unità federale costitutiva della RSS jugoslava, indisse tale elezioni per eleggere il Presidente della Repubblica Socialista di Serbia e i delegati all'Assemblea della RSS. Le votazioni per i delegati si svolsero anche il 10 e il 30 novembre 1989. Oltre alle elezioni generali, si tennero contemporaneamente anche le elezioni locali. Queste furono le prime elezioni dirette tenute dopo l'adozione della Costituzione jugoslava del 1974 e del sistema elettorale dei delegati, e le ultime elezioni tenute sotto un sistema monopartitico.
Le elezioni furono precedute dall'ascesa di Slobodan Milošević, che, dopo essere stato eletto presidente del Comitato Centrale della Lega dei Comunisti di Serbia (SKS) nel 1986, estromise il suo mentore Ivan Stambolić e gli alleati di Stambolić dalle posizioni chiave nel 1987. Milošević avviò la rivoluzione anti-burocratica e iniziò a modificare la costituzione serba nel 1988. Dopo la nomina di Milošević a presidente della presidenza della Repubblica socialista di Serbia nel maggio 1989, furono indette le elezioni presidenziali e parlamentari per il novembre 1989.
Milošević, Mihalj Kertes, Zoran Pjanić e Miroslav Đorđević furono i candidati alle elezioni presidenziali; alla fine Milošević vinse le elezioni con una vittoria schiacciante. L'SKS ottenne 303 seggi, con una perdita netta di 20 seggi rispetto alle elezioni del 1986, e 37 membri non appartenenti all'SKS ottennero i restanti seggi dell'Assemblea. La Lega dei Comunisti di Jugoslavia cessò di esistere nel gennaio 1990 e, dopo un referendum nel luglio dello stesso anno, la Serbia adottò una nuova costituzione che implementava un sistema multipartitico e riduceva i poteri delle sue province autonome, Kosovo e Vojvodina. Le prime elezioni multipartitiche si tennero nel dicembre 1990.